# Climat de la Gironde
 (août 2025).
Si vous disposez d'ouvrages ou d'articles de référence ou si vous connaissez des sites web de qualité traitant du thème abordé ici, merci de compléter l'article en donnant les références utiles à sa vérifiabilité et en les liant à la section « Notes et références ».
Le climat de la Gironde est de type océanique aquitain. Il se caractérise par un faible écart de température entre l'été et l'hiver. Les hivers sont relativement doux et les étés supportables.
Les pluies sont modérément fréquentes et plus abondantes en hiver. Par contre l'été et, souvent aussi le début de l'automne, sont plus secs: pluviométrie de 50 millimètres pour juillet, 100 millimètres pour le mois de janvier. Les précipitations annuelles moyennes sont plus élevées à Lacanau, proche de l'Océan, avec 935 mm qu'à Coutras 768 mm. En toute saison, la bande littorale est peu pluvieuse et très tempérée. À Bordeaux, le total annuel des précipitations est en moyenne de 820 mm depuis la fin des années 1970, on y compte 124 jours pluvieux.
La température moyenne annuelle en Gironde varie de 5 à 7 °C en janvier et de 19 à 21 °C en été.
Les vents dominants y soufflent du sud-ouest à nord-ouest.

L’ensoleillement est important, particulièrement sur le Bassin d'Arcachon et le littoral. On compte environ 2 100 heures d'ensoleillement annuel ce qui en fait le département le plus ensoleillé de la côte atlantique avec la Charente-Maritime.
| Mois                                                     | jan.                  | fév.                 | mars                | avril               | mai                 | juin                | jui.                  | août                 | sep.                  | oct.                 | nov.                 | déc.               | année        |
| -------------------------------------------------------- | --------------------- | -------------------- | ------------------- | ------------------- | ------------------- | ------------------- | --------------------- | -------------------- | --------------------- | -------------------- | -------------------- | ------------------ | ------------ |
| Température minimale moyenne (°C)                        | 3,1                   | 3,3                  | 5,4                 | 7,4                 | 11                  | 14,1                | 15,8                  | 15,7                 | 12,9                  | 10,4                 | 6,1                  | 3,8                | 9,1          |
| Température moyenne (°C)                                 | 6,6                   | 7,5                  | 10,2                | 12,3                | 16,1                | 19,3                | 21,3                  | 21,4                 | 18,5                  | 14,9                 | 9,9                  | 7,2                | 13,8         |
| Température maximale moyenne (°C)                        | 10,1                  | 11,7                 | 15,1                | 17,3                | 21,2                | 24,5                | 26,9                  | 27,1                 | 24                    | 19,4                 | 13,7                 | 10,5               | 18,5         |
| Record de froid (°C) date du record                      | −16,4 16 janv. 1985   | −14,8 15 fév. 1956   | −9,9 6 mars 1971    | −5,3 7 avr. 1929    | −1,8 1er mai 1938   | 2,5 3 juin 1938     | 5,2 11 juill. 1938    | 4,7 31 août 1938     | −1,8 24 sept. 1928    | −5,3 8 oct. 1936     | −7,3 20 nov. 1985    | −13,4 21 déc. 1938 | −16,4 1985   |
| Record de chaleur (°C) date du record                    | 20,2 13 janv. 1993    | 26,2 21 fév. 1926    | 27,7 25 mars 1981   | 31,1 30 avr. 2005   | 35,4 29 mai 1922    | 40,5 18 juin 2022   | 41,2 23 juill. 2019   | 41,6 11 août 2025    | 37,5 12 sept. 2022    | 32,2 5 oct. 1921     | 26,7 8 nov. 2015     | 22,5 16 déc. 1989  | 41,2 2019    |
| Nombre de jours avec température minimale ≤ −10 °C       | 0,4                   | 0                    | 0                   | 0                   | 0                   | 0                   | 0                     | 0                    | 0                     | 0                    | 0                    | 0                  | 0,4          |
| Nombre de jours avec température minimale ≤ –5 °C        | 1,3                   | 0,6                  | 0,1                 | 0                   | 0                   | 0                   | 0                     | 0                    | 0                     | 0                    | 0,3                  | 0,8                | 3,1          |
| Nombre de jours avec température maximale ≤ 0 °C         | 1,1                   | 0,1                  | 0                   | 0                   | 0                   | 0                   | 0                     | 0                    | 0                     | 0                    | 0                    | 0,5                | 1,7          |
| Nombre de jours avec température maximale ≥ 25 °C        | 0                     | 0                    | 0,3                 | 1,6                 | 7,5                 | 13,2                | 20,2                  | 19,8                 | 11,9                  | 2,8                  | 0                    | 0                  | 160,5        |
| Nombre de jours avec température maximale ≥ 30 °C        | 0                     | 0                    | 0                   | 0                   | 0,9                 | 4,2                 | 7,5                   | 7,2                  | 2,6                   | 0,1                  | 0                    | 0                  | 22,5         |
| Ensoleillement (h)                                       | 96                    | 114,9                | 169,7               | 182,1               | 217,4               | 238,7               | 248,5                 | 242,3                | 202,7                 | 147,2                | 94,4                 | 81,8               | 2 035,4      |
| Nombre de jours avec rafales ≥ 57,6 km/h                 | 4,9                   | 4,2                  | 5,1                 | 4,7                 | 2,9                 | 1,5                 | 1,7                   | 1,2                  | 1,8                   | 3,2                  | 3                    | 4,3                | 38,5         |
| Nombre de jours avec rafales ≥ 100,8 km/h                | 0,1                   | 0,2                  | 0,1                 | 0                   | 0                   | 0,1                 | 0                     | 0                    | 0                     | 0,1                  | 0,1                  | 0,2                | 0,9          |
| Record de la pression la plus basse (hPa) date du record | 969,9 28 janv. 1937   | 970,4 25 fév. 1989   | 979,7 7 mars 1991   | 982,9 4 avr. 2000   | 970,3 19 mai 1932   | 995,6 10 juin 2010  | 970,1 20 juill. 1932  | 970,6 27 août 1933   | 988,7 19 sept. 1999   | 979,4 31 oct. 2003   | 976,3 9 nov. 2010    | 977,4 30 déc. 1981 | 969,9 1937   |
| Record de la pression la plus haute (hPa) date du record | 1 044,2 20 janv. 1983 | 1 044,6 12 fév. 1989 | 1 046,5 3 mars 1990 | 1 037 1er avr. 1995 | 1 034,6 23 mai 2020 | 1 032,9 9 juin 1994 | 1 031,3 4 juill. 1935 | 1 030,5 15 août 1937 | 1 035,3 22 sept. 1947 | 1 035,2 31 oct. 2001 | 1 038,5 10 nov. 2005 | 1 045 15 déc. 1935 | 1 046,5 1990 |
| Précipitations (mm)                                      | 87,3                  | 71,7                 | 65,3                | 78,2                | 80                  | 62,2                | 49,9                  | 56                   | 84,3                  | 93,3                 | 110,2                | 105,7              | 944,1        |
| Record de pluie en 24 h (mm) date du record              | 52,2 6 janv. 1982     | 81,7 12 fév. 1990    | 51 31 mars 1913     | 49 22 avr. 1923     | 71 10 mai 2020      | 56,8 1er juin 1994  | 51 15 juill. 2003     | 87,6 8 août 1992     | 137,9 25 sept. 1982   | 67 1er oct. 1919     | 49,2 14 nov. 1991    | 59,6 28 déc. 1995  | 137,9 1982   |
| dont nombre de jours avec précipitations ≥ 1 mm          | 12,2                  | 10,1                 | 11                  | 11,9                | 10,9                | 8,3                 | 7,1                   | 7,5                  | 9,2                   | 11                   | 12,6                 | 12,4               | 124,3        |
| dont nombre de jours avec précipitations ≥ 5 mm          | 5,8                   | 4,9                  | 4,8                 | 5,7                 | 5,2                 | 4                   | 3,2                   | 3,3                  | 4,6                   | 6,4                  | 7                    | 6,6                | 61,5         |
| dont nombre de jours avec précipitations ≥ 10 mm         | 2,9                   | 2,2                  | 1,7                 | 2,4                 | 2,6                 | 1,9                 | 1,6                   | 1,6                  | 2,9                   | 3                    | 4,2                  | 3,7                | 30,7         |
| Relevé pluviométrique en 2017 (mm)                       | 27,5                  | 75                   | 65,6                | 21,5                | 51,8                | 136,9               | 27,8                  | 30,2                 | 72,1                  | 13,4                 | 51,7                 | 162,7              | 736,2        |
| Relevé pluviométrique en 2018 (mm)                       | 121,8                 | 49,8                 | 113,3               | 77,6                | 47,3                | 45,9                | 62,3                  | 19,2                 | 3,2                   | 62,5                 | 88,4                 | 93,2               | 784,5        |
| Relevé pluviométrique en 2019 (mm)                       | 73,1                  | 28,5                 | 31                  | 90,6                | 51,1                | 85,3                | 41,6                  | 33,4                 | 68,7                  | 98,8                 | 264,6                | 130,9              | 997,6        |
| Relevé pluviométrique en 2020 (mm)                       | 67,3                  | 60,7                 | 103,5               | 114                 | 122                 | 91,6                | 3                     | 66,8                 | 90,4                  | 179,3                | 16,9                 | 241,3              | 1 156,8      |

| Diagramme climatique                                  |             |             |             |          |              |              |            |            |              |              |              |
| J                                                     | F           | M           | A           | M        | J            | J            | A          | S          | O            | N            | D            |
| 10,13,187,3                                           | 11,73,371,7 | 15,15,465,3 | 17,37,478,2 | 21,21180 | 24,514,162,2 | 26,915,849,9 | 27,115,756 | 2412,984,3 | 19,410,493,3 | 13,76,1110,2 | 10,53,8105,7 |
| Moyennes : • Temp. maxi et mini °C • Précipitation mm |             |             |             |          |              |              |            |            |              |              |              |

| Ville             | Ensoleillement · (h/an) | Pluie · (mm/an) | Pluie · (j/an) | Neige · (j/an) | Orage · (j/an) | Brouillard · (j/an) |
| ----------------- | ----------------------- | --------------- | -------------- | -------------- | -------------- | ------------------- |
| Médiane nationale | 1 852                   | 835             | Non connu      | 16             | 25             | 50                  |
| Bordeaux          | 2 035                   | 944             | 111            | 2              | 32             | 78                  |
| Paris             | 1 717                   | 634             | 109            | 13             | 20             | 26                  |
| Nice              | 2 760                   | 791             | 62             | 1              | 28             | 2                   |
| Strasbourg        | 1 747                   | 636             | 112            | 26             | 28             | 69                  |
| Brest             | 1 555                   | 1 230           | 160            | 6              | 12             | 78                  |